# Людмил Киров
Людмил Иванов Киров е български футболист, полузащитник в отбора на ФК Дунав (Русе). Висок е 178 см и тежи 68 кг. Преди да заиграе в отбора на Дунав Русе се е състезавал за Берое, Дунав (Русе), Левски (Кюстендил), Черно море (Варна). Старши треньор на ФК Дунав (Русе). През 2024 г. е назначен за спортен директор на Локомотив (Русе).